# 栃木市役所
栃木市役所（とちぎしやくしょ）は、栃木県栃木市の執行機関としての事務を行う施設。東武宇都宮百貨店栃木市役所店との複合施設となっている。
初代庁舎（現・栃木市立文学館）は国の登録有形文化財。

## 概要
- 所在地：〒328-0015 栃木県栃木市万町9番25号

東は栃木県道11号栃木藤岡線（蔵の街大通り）に面し、向かいには下野新聞社栃木支局がある。
本庁舎
- 開館時間：午前8時30分から午後5時15分まで
- 閉庁日：土曜日、日曜日

| 階  | スペース   | 内容 |
| --- | ---------- | --- |
| 5階 | その他     | 501A会議室、501B会議室、501C会議室、情報システム課、危機管理課 |
| 4階 | 4-A        | 保健給食課、生涯学習課、文化課、学校教育課、教育総務課・学校施設課、産業基盤整備課、商工振興課・観光振興課、教育長室、教育委員室、ALT室                                              |
| 4階 | 市議会     | 議場、委員会室、全員協議会室、図書室、議会事務局、正副議長室、議会用会議室、議員控室                                                                                                 |
| 4階 | その他     | 市政情報センター、401会議室、402会議室、記者室、選挙管理委員会、監査委員事務局 |
| 3階 | 3-A        | 土木管理課、道路河川整備課、スポーツ連携室、下水道建設課、公園緑地課 |
| 3階 | 3-B        | 道路河川維持課、都市計画課、市街地整備課、地域づくり推進課、財政課、総合政策課、シティプロモーション課、行財政改革推進課、斎場整備室                                                 |
| 3階 | 3-C        | 管財課、住宅課、建築課、蔵の街課、総務課、職員課、契約検査課 |
| 3階 | 正副市長室 | 市長公室、市長室、秘書課、副市長室 |
| 3階 | その他     | 正庁A、正庁B、301会議室、302会議室、庁講堂 |
| 2階 | 2-A        | 地域包括ケア推進課（栃木中央地域包括支援センター）、福祉総務課、障がい福祉課（栃木市障がい児者相談支援センター）、健康増進課相談窓口、子育て支援課、保育課、生活福祉課、認定審査会室 |
| 2階 | 2-B        | 市民生活課、保険医療課、人権・男女共同参画課、環境課 |
| 2階 | 2-C        | 会計課、収税課、市民税課、資産税課、交通防犯課、農林整備課、農業振興課（栃木市農業公社）、農業委員会事務局                                                                           |
| 1階 | 商業施設   | 東武宇都宮百貨店栃木市役所店 |

立体駐車場
- 本庁舎の西に、市道を挟んで隣接。
- 7階建て、駐車台数396[2]。
- 本庁舎閉庁日の土・日曜日も開放されている[3]。
- 5階Aフロアから本庁舎へ連絡通路がある（平日のみ開放）[3]。

## アクセス
（出典:）
- JR両毛線・東武日光線、栃木駅から徒歩15分
  - 栃木駅北口から市営バス「ふれあいバス」寺尾線・市街地循環線・市街地北部循環線・大宮国府線4分から5分→市役所前下車、徒歩1分
- 東武日光線・東武宇都宮線、新栃木駅から徒歩15分
  - 新栃木駅西口から市営バス「ふれあいバス」市街地循環線・市街地北部循環線・真名子線・金崎線5分から6分→市役所前下車、徒歩2分
- 東北自動車道、栃木ICから車で約10分

## 沿革

### 初代庁舎 (1921–1960)

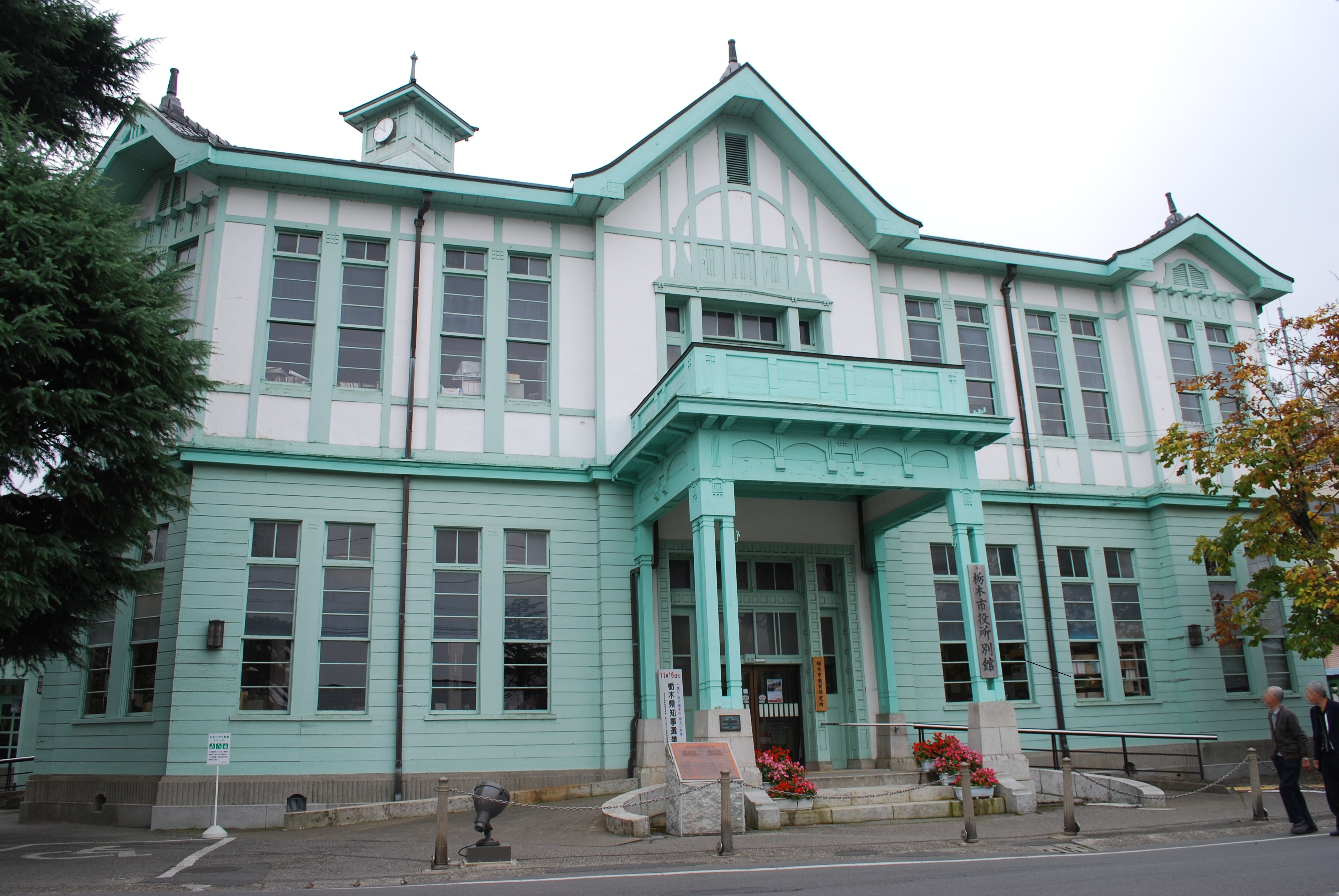
初代庁舎（2008年11月）

1884年に宇都宮へ移転するまで栃木県庁が所在していたその跡地に、1921年10月15日、栃木町役場の庁舎が落成した。木造2階建て瓦葺き、塔屋（時計塔）付きの洋館である。設計者は町の技師・堀井寅吉とされているが確たる資料はなく、棟札には「建築技師 柏分寅雄 / 仝技手 藤野兼政（略）大工棟梁 牧田榮作」と記されている。柏分は堀井の旧姓だが、寅吉が「寅雄」となっている点に疑問が残されている。1階に事務室や食堂、2階に議場や貴賓室などがあった。外観としては、1階は板張りにペンキを塗り、2階は白壁で木組みを露わにし、北側の玄関ポーチおよびその上部のアーチ型の意匠に大正時代の洋風建築様式が見える。時計塔の流行は当時既に廃れていたというが、単に名残として留めたか、官庁としての威容を示すためのものだったと見られている。
1937年の市政施行に伴って名称が栃木市役所となり、続けて使用されたが、1960年の新庁舎開庁とともにその役目を終え、栃木市役所別館と改称された。
| 階  | 内容（1956年8月付）                                                                                                   |
| --- | --- |
| 2階 | 議事室、議会事務局、議長室、市長室、厚生課、農業委員会                                                                |
| 1階 | 玄関・東入口、助役、総務課、税務課、会計課・収入役、農林課、土木課、交換室、謄写室 / 増築部分：商工課、社会福祉事務所 |

2016年、市が新たに文学館として整備する計画を公表し、2019年から工事を開始した。建築から90年以上が経過した間に増改築があり、商工観光課の事務室が置かれた時期もあったが、整備にあたって増築された部分を取り壊し、耐震補強やバリアフリー化を施した上で落成当時の姿を復原した。2022年4月に栃木市立文学館として開館した。

### 2代庁舎 (1960–2014)

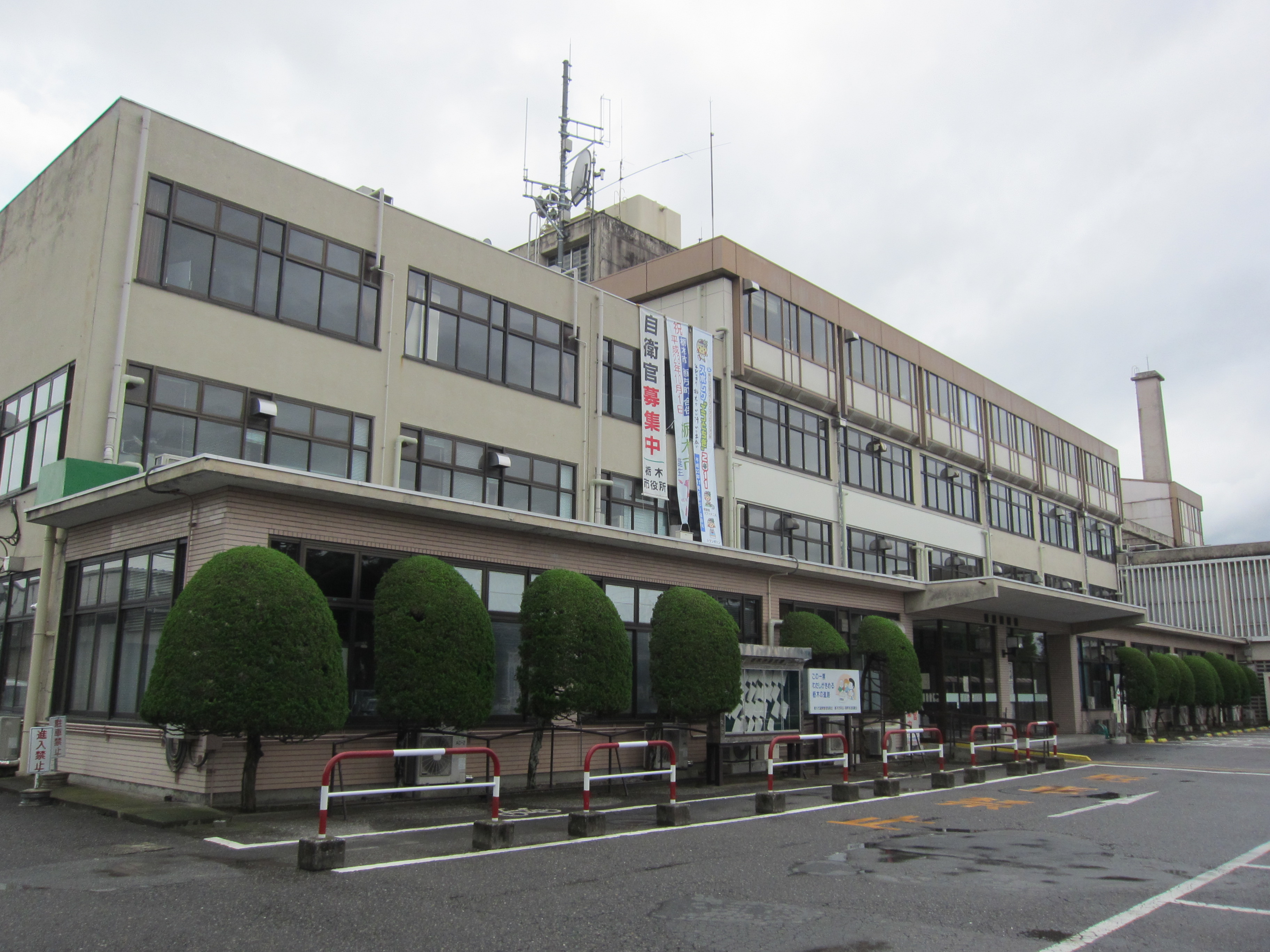
2代庁舎（2011年9月）

初代庁舎が機能する間、5か村（下都賀郡大宮村、皆川村、吹上村、寺尾村、国府村）の編入合併・人口増加とともに事務が複雑化し、職員も増えたため、教育委員会および国民健康保険調査事務局を公民館に置いて分掌したほか、会議室もないという様相を呈し、キャパシティが限界を迎えた。よって1958年度予算をもって新庁舎の建設を決定、同年12月19日に入札を行い、井上工業に落札（1億2050万円）。隣接する中央公民館とともに1959年1月10日に着工し、翌年1月15日に竣工した。なお、市役所チャイムを服部時計店に発注している。
庁舎前には1,300 m2の広場があり、砂利が敷かれた。構造としては窓口を1階に集中し、来庁する市民が階段の昇降をせずに済むよう配慮された。
2014年2月7日に役目を終えて閉庁するまでの54年間、市役所として機能した。その跡地には、2019年から2021年にかけて栃木市立美術館が建設された。
| 階  | 内容（1959年1月付） |
| --- | --- |
| 3階 | 正庁、会議室、教育委員会室2、教育委員室、教育長室、和室（12畳）、書庫、交換室、予備室など |
| 2階 | 議場（傍聴席一般49、記者席15）、議員控室3、市長室、議長室、助役室、秘書室、図書室、応接室2、小会議室、総務課、土木課、議会事務局、選挙管理委員会、監査委員、新聞記者室、印刷室、永久保存書庫など |
| 1階 | 玄関ホール、事務室、市民室、面接室、応接室、収入役室、電気室、暖房機械室、倉庫書庫、宿直室、小使室など                                                                                           |

### 3代庁舎 (2014–)

#### 福田屋百貨店栃木店の閉店

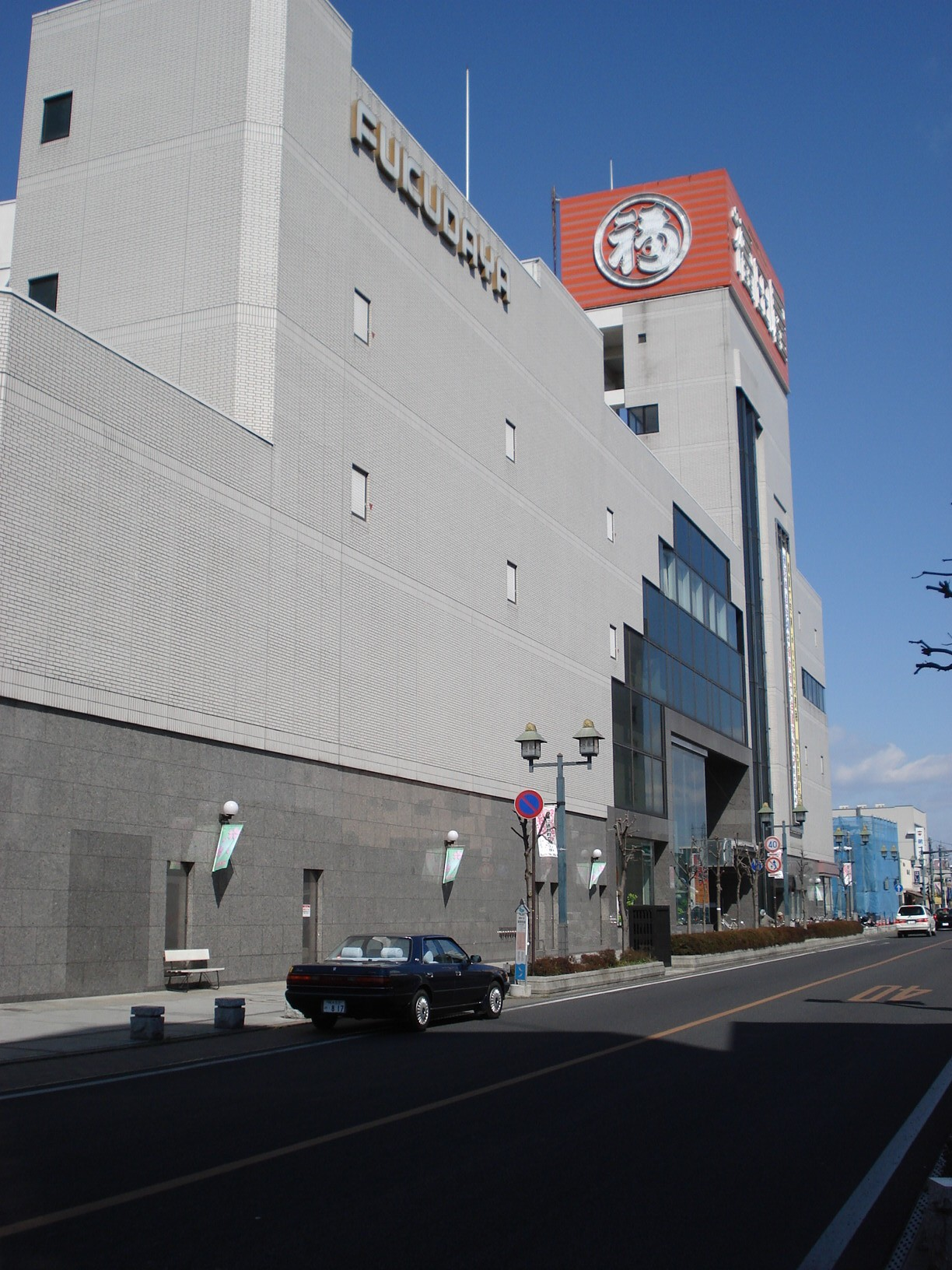
福田屋百貨店時代の3代庁舎建物（2007年3月）

2010年、市街地中心部に位置して商業の中核をなしていた福田屋百貨店栃木店が、業績悪化により閉店を決定した。同年12月、市に対して店舗建物の無償譲渡（土地および隣接する7階建ての立体駐車場は有償）の申し入れがあり、2011年1月から検討委員会が開かれた。
福田屋が同年2月をもって閉店すると、中心地の人通りは明らかに減少した。2012年1月より11回にわたって開催された住民説明会では、「中心市街地の衰退は防いでほしい」「生鮮食料品の販売だけでも復活してもらいたい」などの要望が聞かれ、中心市街地への商業機能誘致が責務となった。
一方、東日本大震災を受けて市庁舎にも注目が集まった。2代目の市庁舎は築50年を超えて耐震性が落ちていたほか、旧栃木市、下都賀郡大平町、藤岡町、都賀町の新設合併、上都賀郡西方町の編入合併を経て職員が増加し、事務量も増えたことで手狭になり、前回の移転時と同様機能を分散していた。検討委員会の試算では、新たに庁舎を建設した場合には土地代を除く建設費だけで約65億円かかるが、既存の建物を改修すると約21億円で済むという結果が出た。
商業施設の誘致と庁舎機能の対策を両立すべく、2012年3月、福田屋百貨店栃木店の建物は市庁舎として利活用し、その1階には商業施設を誘致することが決定した。同年8月に市は土地・建物等を福田屋から入手した。

#### 改修工事
設計業務は宇都宮市内に本社を置く荒井設計（9月に社名をAIS総合設計へ変更）が受注、2013年3月に契約を議決・締結し、同月中に工事に入った。外装は洗浄のみ、内装を全面的にリニューアルするという方針で作業が進められた。
まず商業施設であったために、明るさの確保や天候の観察の上で肝要な窓の不足が課題となった。外部の避難階段が不要になったため取り外し、そこに開口部を設けたほか、中央エスカレーターの吹き抜けを活かして明るさを保った。また4階の議場では、天井の高さを確保するために屋上を一部改築し、内部は柱を撤去して無柱空間を作り上げた。建設当時から2層の増築を想定していたことが功を奏し、各部署の収容や議場の確保に成功した。
2013年12月に主要な工事は完了し、2014年2月に全面移転を行った。1階の東武宇都宮百貨店栃木市役所店は3月16日に開店した。

## 年譜
初代庁舎
- 1921年（大正10年）10月15日 - 栃木町役場庁舎（初代庁舎）が竣工[7]。
- 1937年（昭和12年）4月1日 - 市制施行に伴って栃木市役所となる。
- 1960年（昭和35年）- 2代庁舎の開庁にともなって別館となる。
- 2022年（令和4年）4月27日 - 栃木市立文学館として新装開館[13]。

2代庁舎
- 1958年（昭和33年）12月19日 - 2代庁舎建築にあたる入札[14]。
- 1959年（昭和34年）
  - 1月10日 - 2代庁舎着工[14]。
  - 2月17日 - チャイム完成[16]。
- 1960年（昭和35年）1月15日 - 2代庁舎竣工[16]。
- 2010年（平成22年）3月29日 - 栃木市、下都賀郡大平町、藤岡町、都賀町の1市3町合併により、栃木市が新設される。市役所は引き続き使用。
- 2014年（平成26年）
  - 1月31日 - 2代庁舎での業務を一部終了[18]。
  - 2月7日 - 2代庁舎閉庁[18]。
- 2022年（令和4年）11月3日 - 跡地に栃木市立美術館が開館[19]。

3代庁舎
- 1990年（平成2年）11月 - 福田屋百貨店栃木店の建物が竣工[2]。
- 2012年（平成24年）3月 - 福田屋百貨店栃木店が撤退した建物の再利用を決定[2]。
- 2013年（平成25年）
  - 3月 - 工事着手[2]。
  - 12月 - 主要工事完了[2]。
- 2014年（平成26年）
  - 2月3日 - 3代庁舎での業務を一部開始[18]。
  - 2月10日 - 3代庁舎開庁[18]。
  - 3月16日 - 東武宇都宮百貨店栃木市役所店が開店[2]。
  - 3月28日 - 新庁舎完成記念式典（栃木市栃木文化会館大ホール）[22]。

## 支所

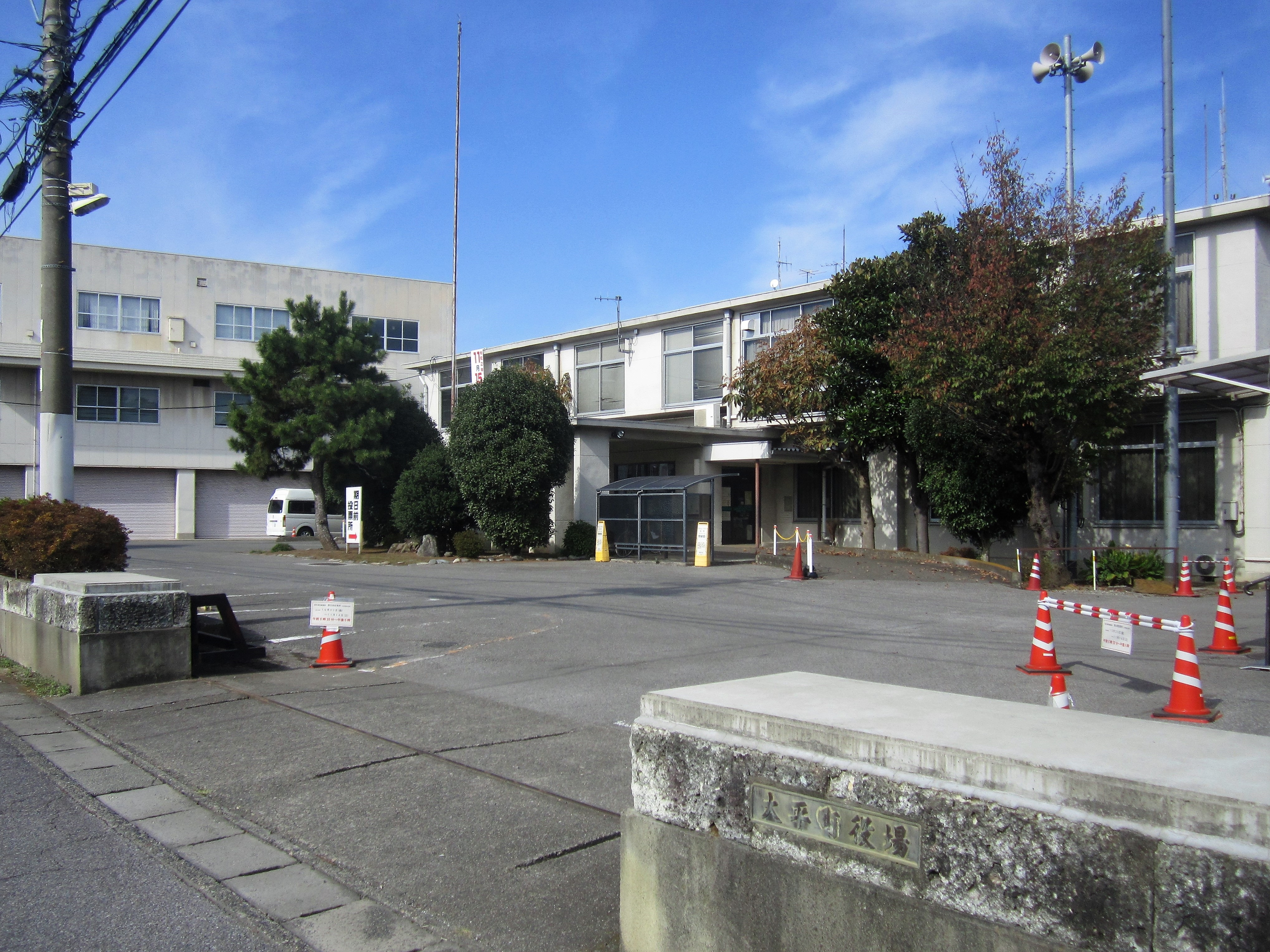
大平総合支所
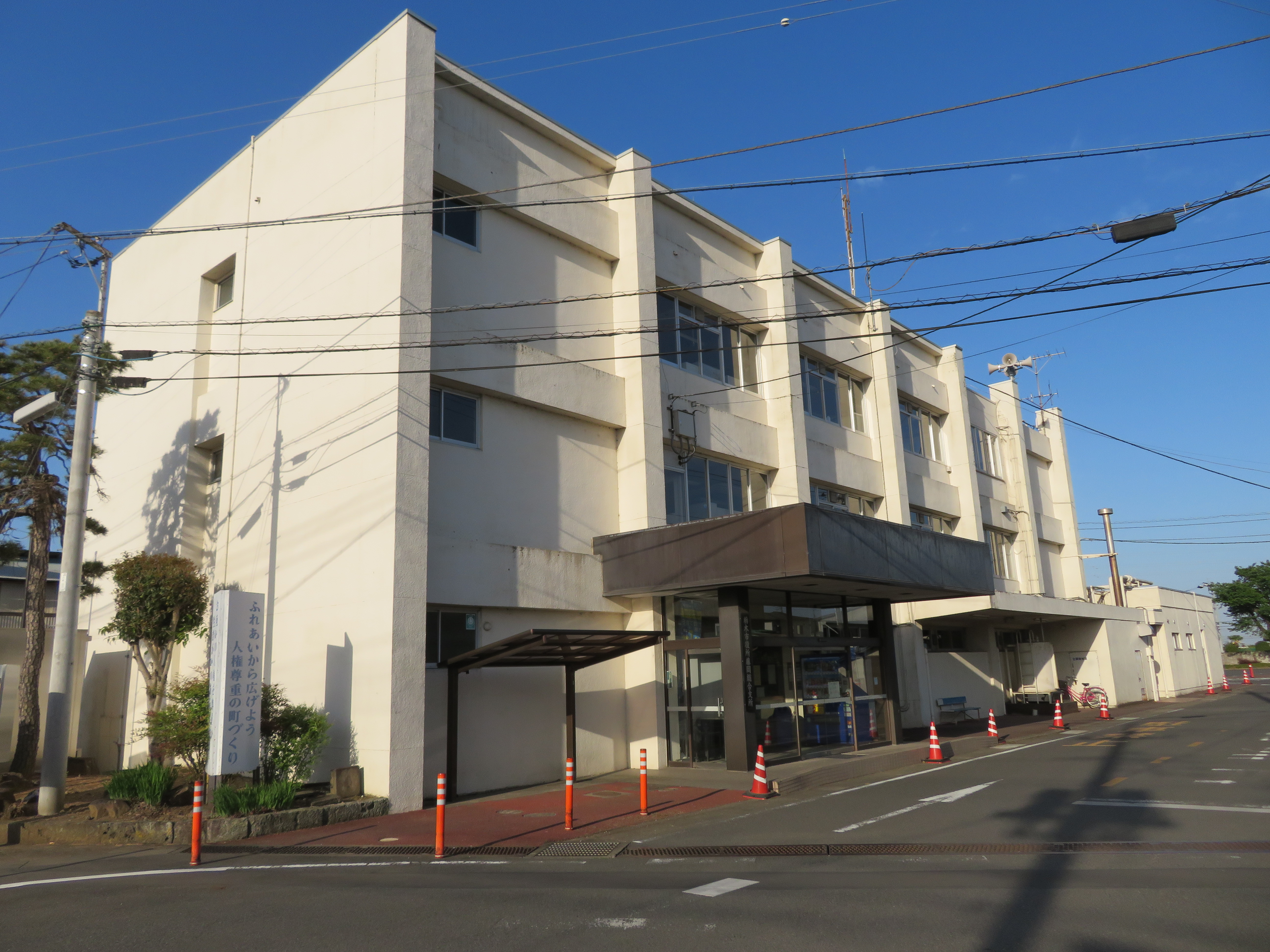
藤岡総合支所
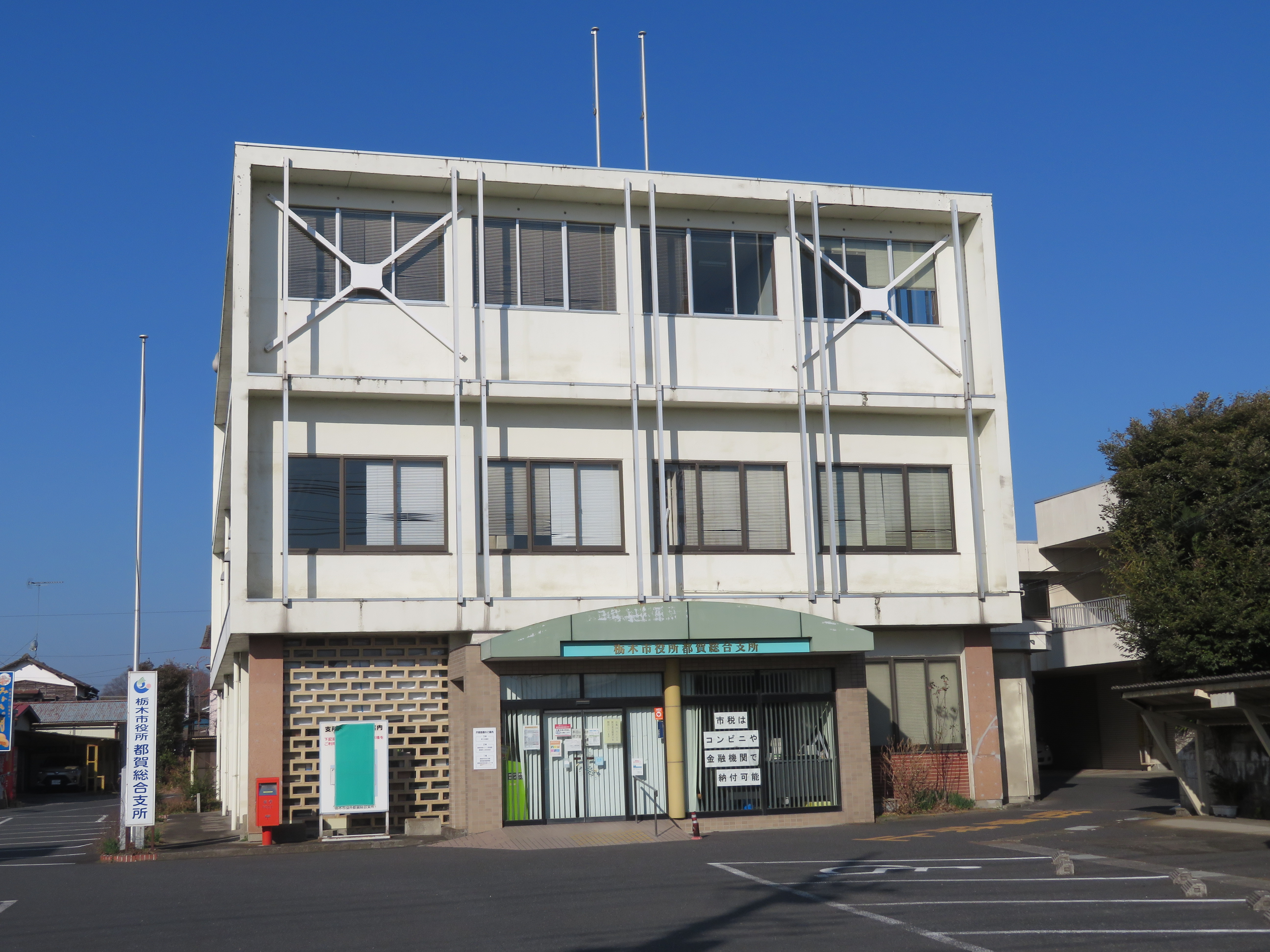
都賀総合支所
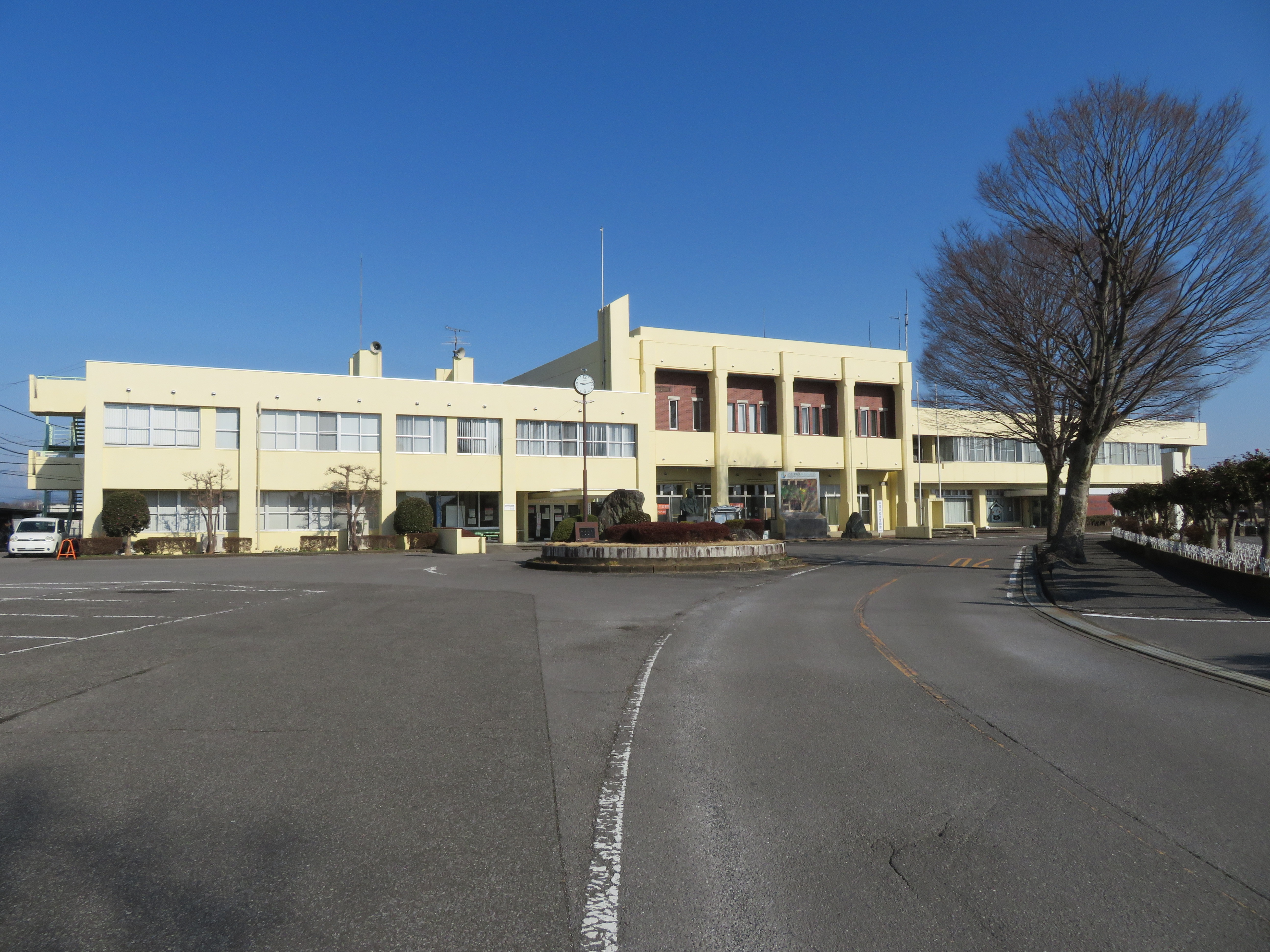
西方総合支所
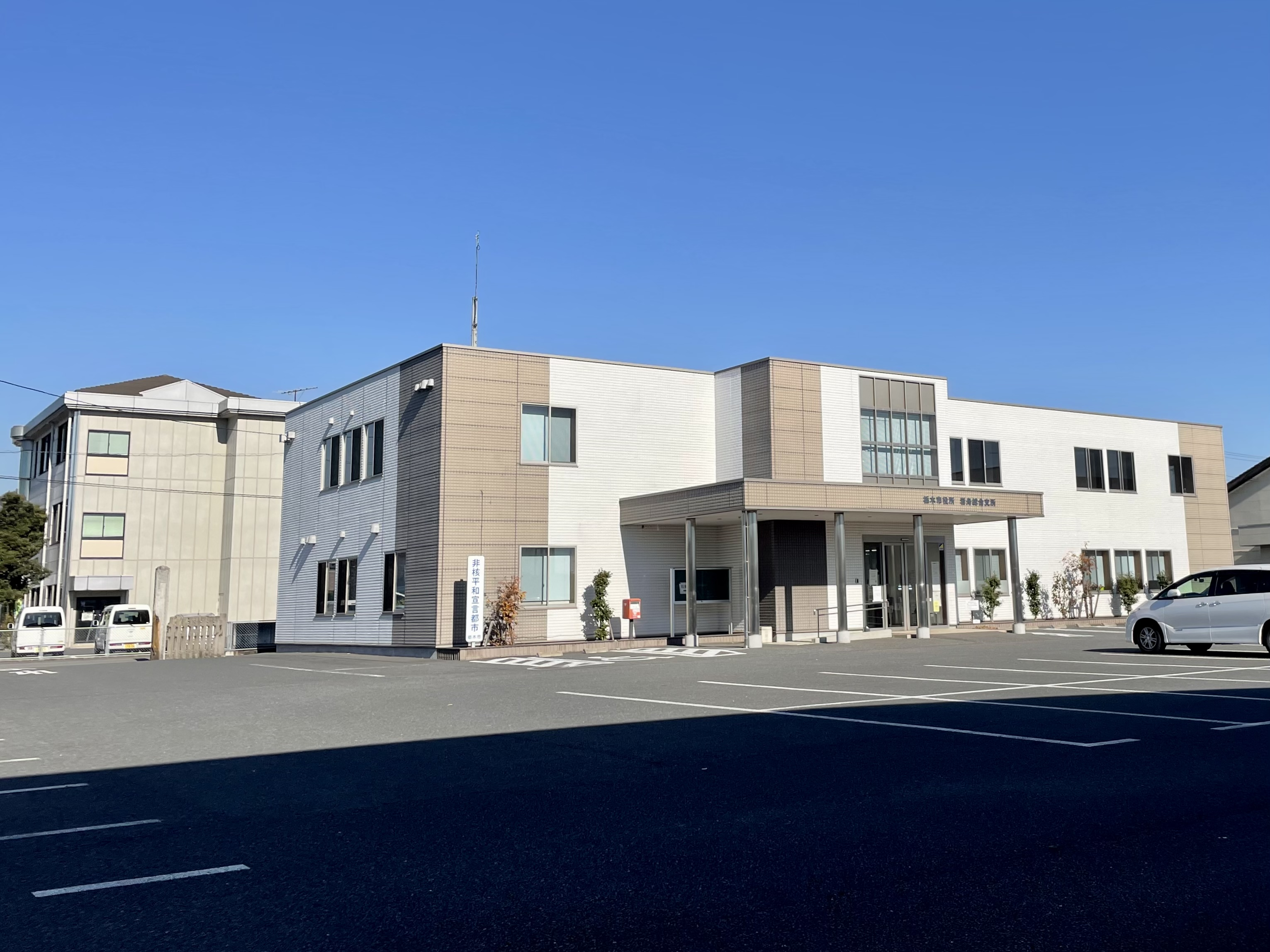
岩舟総合支所

合併以前の旧市町域を単位として、行政区域が栃木地域・大平地域・藤岡地域・都賀地域・西方地域・岩舟地域と6区分されているため、栃木地域に本庁、その他5地域に総合支所が置かれている。
栃木地域
- 本庁舎

- 寺尾支所

〒328-0204 栃木市梅沢町1183
- 国府支所

〒328-0002 栃木市惣社町228-1
- 大宮出張所

〒328-0011 栃木市大宮町422-1
- 吹上出張所

〒328-0125 栃木市吹上町782-1
- 皆川出張所

〒328-0067 栃木市皆川城内町699
大平地域
- 大平総合支所

〒329-4404 栃木市大平町富田558番地
藤岡地域
- 藤岡総合支所

〒323-1104 栃木市藤岡町藤岡1022番地5
- 部屋出張所

〒329-0315 栃木市藤岡町部屋454-1
都賀地域
- 都賀総合支所

〒328-0111 栃木市都賀町家中5982番地1
西方地域
- 西方総合支所

〒322-0601 栃木市西方町本城1番地
- 真名子出張所

〒322-0605 栃木市西方町真名子1086
岩舟地域
- 岩舟総合支所

〒329-4392 栃木市岩舟町静5133-1
- 大平総合支所
- 藤岡総合支所
- 都賀総合支所
- 西方総合支所
- 岩舟総合支所